# Caccia al 12° uomo
Caccia al 12° uomo (Den 12. mann) è un film drammatico storico norvegese del 2017 diretto da Harald Zwart, con Thomas Gullestad nei panni di Jan Baalsrud, che tenta di scappare dall'occupazione nazista della Norvegia a Rebbenesøya, attraverso il fiordo di Lyngen e Manndalen, verso la Svezia neutrale nella primavera del 1943. Il film, basato su eventi storici, ed è stato adattato dal libro Jan Baalsrud og de som reddet ham (2000) di Tore Haug e Astrid Karlsen Scott.
Analogamente al libro da cui è tratto, Caccia al 12° Uomo pone l'accento sugli sforzi profusi da coloro che hanno aiutato Jan Baalsrud a nascondersi e a fuggire. Questo rispecchia le dichiarazioni dello stesso Baalsrud, che ha sempre sottolineato il coraggio dimostrato dalla popolazione locale durante quel periodo buio.
La trama del film offre una rappresentazione dettagliata dell'inseguimento di Baalsrud dal punto di vista della leadership del Sicherheitsdienst (SD), il servizio di sicurezza nazista. La fuga viene descritta come un gioco del gatto e del topo tra Sturmbannführer Kurt Stage, a capo del SD in Norvegia, e Baalsrud, braccato e in costante pericolo di vita.

## Trama
Nelle Shetland, dodici combattenti della resistenza norvegese si imbarcano su un peschereccio carico di otto tonnellate di tritolo. La loro destinazione: la Norvegia, dove, nell'ambito dell'operazione Martin, hanno in programma di sabotare le installazioni militari tedesche.
La missione si complica fin da subito dopo l'approdo in Norvegia. Il loro contatto locale è morto da tempo e la loro identità è stata compromessa da un simpatizzante tedesco, che ha informato i nazisti del loro arrivo.
Una nave da guerra tedesca avvista il peschereccio e lo colpisce con il fuoco dei suoi cannoni. I combattenti della resistenza, intuendo l'imminente cattura, attivano la carica di tritolo e si tuffano in mare, cercando scampo nelle fredde acque del fiordo. Undici di loro vengono però catturati dai soldati tedeschi che li radunano sulla spiaggia. Uno, preso come esempio, viene immediatamente fucilato, mentre gli altri dieci vengono condotti prigionieri. Due di loro non sopravvivono alle torture subite durante gli interrogatori. I restanti otto combattenti vengono trasferiti a Tromsøya, dove, dopo ulteriori interrogatori e torture volte a estorcere informazioni sulla loro missione, vengono tutti giustiziati. Nessuno di loro cederà, portando con sé il segreto della loro resistenza.
Jan Baalsrud, il dodicesimo commando, sfugge alla cattura nazista nascondendosi e nuotando attraverso il gelido fiordo, a temperature sotto lo zero. La sua fuga miracolosa lo porta ad affrontare prove fisiche estreme, tra la neve e il freddo pungente.
Riceve assistenza da alcuni coraggiosi abitanti del posto, che rischiano la propria vita per aiutarlo. Grazie al loro sostegno, Baalsrud riesce a superare le difficoltà e a trovare rifugio.
Viene aiutato a fuggire da Rebbenesøya in Svezia, attraverso un percorso tortuoso che lo porta attraverso Lyngenhalvøya e Manndalen. Il suo viaggio è pieno di pericoli e insidie, ma la sua tenacia e il suo coraggio lo spingono a non arrendersi mai.
Alla fine, Baalsrud riesce a raggiungere la Svezia e a mettersi in salvo. La sua storia è un esempio di straordinaria resistenza e di speranza, una testimonianza della forza d'animo di un uomo di fronte alle avversità.

## Produzione
Nel marzo 2004, la produttrice Veslemøy Ruud Zwart ha acquisito i diritti cinematografici del libro "Jan Baalsrud and Those Who Saved Him". Le riprese del film, intitolato "Caccia al 12° uomo", sono iniziate nell'aprile 2016.
Sia il libro che il film hanno lo stesso protagonista del film "Nove vite" (1957) di Arne Skouen, candidato all'Oscar. Entrambi i lavori mettono in risalto il coraggio e la resistenza di Jan Baalsrud durante la sua drammatica fuga dopo il fallimento della sua missione di sabotaggio in Norvegia durante la seconda guerra mondiale.
La storia di Jan Baalsrud è stata raccontata anche nel libro "We Die Alone" di David Howarth, che ha fornito la base per il film "Caccia al 12° uomo".
Documenti tedeschi riportano che i nazisti presumevano il gruppo di resistenza disperso a seguito di un'esplosione. Non vi sono evidenze che suggeriscano una caccia specifica a Baalsrud da parte dei tedeschi, sebbene egli stesso affermi di aver ucciso due soldati durante lo scontro.
Per calarsi meglio nel ruolo del protagonista, Thomas Gullestad ha intrapreso un percorso di dieta e alimentazione controllata.

## Accoglienza
Su Rotten Tomatoes, il film ha un indice di gradimento dell'86%, basato su 21 recensioni. Il punteggio medio è di 6,52/10, con il seguente consenso critico: "Caccia al 12° uomo è un film di guerra avvincente e ben realizzato, con una performance eccezionale di Jonathan Rhys Meyers."
Metacritic assegna al film un punteggio medio ponderato di 70 su 100, basato su dieci recensioni. Questo indica "recensioni generalmente favorevoli". I critici lodano la regia di Harald Zwart, la performance di Meyers e la drammaticità della storia.
L'Aftenposten sottolinea come "Caccia al 12° uomo" ponga l'accento sugli aiutanti di Baalsrud e sulla resistenza norvegese in maniera nettamente differente rispetto al film "Nine Lives" (1957) di Arne Skouen. L'opera offre una nuova sfumatura alla leggenda di Baalsrud.
Morten Ståle Nilsen, su Verdens Gang, etichetta "The 12th Man" come un film "solido ma prevedibile".
Nonostante elogi l'incredibile scenario norvegese, Nilsen sostiene che la sua magnificenza non sia riuscita a scongiurare la monotonia del film, che risulta troppo lungo e eccessivamente focalizzato sulla sofferenza.
Nicolai Berg Hansson, di Film Magasinet, ha detto che il film ha avuto successo come film d'azione, ma se si vuole criticarlo per qualcosa, "potrebbe sembrare un po'... vuoto. Avrebbe potuto dire molto di più sulla psicologia umana, sull'istinto di sopravvivenza e sulla trauma".
Sigurd Vik, critico cinematografico della P3, ha rilevato la presenza di cliché nel film, in particolare nella rappresentazione dell'ufficiale delle SS Kurt Stage. Tuttavia, la sua recensione elogia l'influenza del regista Zwart su Nils Gaup, lodando la sua abilità nel combinare "magnifici paesaggi costieri e montani e l'insolenza della natura selvaggia con sequenze d'azione dense e dure". Vik conclude che la trasformazione di una seria lotta della Resistenza norvegese in un film d'azione risulta efficace.